# Parmularia smeatoni
Parmularia smeatoni är en mossdjursart som först beskrevs av William MacGillivray 1890.  Parmularia smeatoni ingår i släktet Parmularia och familjen Parmulariidae. Inga underarter finns listade i Catalogue of Life.